# James Whetter
James Whetter (1935 à St Austell en Cornouaille - 2018) est un historien et écrivain britannique.
Il est un critique littéraire spécialisé des Cornouailles et des langues brittoniques.

## Biographie
Après ses études à l'université de Birmingham où il est nommé B.A. (Licencié ès lettres), Whetter dirigea des recherches à l'université de Londres où il obtient un Ph.D.
Un des principaux porte-paroles de la langue cornique, depuis les années 1970 le Dr Whetter est rédacteur en chef de la Cornish Banner.